# Jasen Petrow
Jasen Petrow Petrow (ur. 23 czerwca 1968 roku w Płowdiwie) – bułgarski piłkarz grający na pozycji ofensywnego pomocnika, oraz trener piłkarski.

## Kariera piłkarska
Karierę piłkarską rozpoczynał w Botewie Płowdiw, w którego seniorskiej drużynie zadebiutował w wieku dwudziestu lat. Klub na początku lat 90. zaliczał się do czołówki ekstraklasy; od 1989 do 1993 roku dotarł do finału Pucharu Armii Sowieckiej (1990) i Pucharu Bułgarii (1993), ponadto raz kończył rozgrywki na trzecim (1992–1993), a raz na czwartym miejscu (1991–1992).
Jeszcze większe sukcesy Petrow osiągnął grając w Łokomotiwie Sofia, który w sezonie 1994–1995 zdobył pierwszy w historii Puchar Bułgarii oraz zajął drugie miejsce w lidze.
Po rozstaniu z Łokomotiwem w 1996 roku zawodnik znacznie obniżył formę; występował w słabych klubach (które zresztą zmieniał średnio raz na pół roku) w Chinach i na Cyprze. Na ostatnim etapie kariery grał w trzeciej lidze niemieckiej.
W reprezentacji Bułgarii rozegrał trzy mecze, wszystkie na początku 1993 roku za selekcjonerskiej kadencji Dimityra Penewa. Rywalami Bułgarów, którzy brali wówczas udział w towarzyskim tournée po Afryce i Azji, były zespoły Tunezji i Zjednoczonych Emiratów Arabskich (dwukrotnie). Petrow zagrał we wszystkich trzech spotkaniach, w dwu pierwszych przez całą pierwszą połowę, a w ostatnim wszedł na boisko w '75 minucie.

## Sukcesy piłkarskie
- III miejsce w ekstraklasie 1992–1993, finał Pucharu Armii Sowieckiej 1990 oraz Pucharu Bułgarii 1993 z Botewem
- wicemistrzostwo Bułgarii i Puchar Bułgarii w sezonie 1994–1995 z Łokomotiwem Sofia

## Kariera szkoleniowa
Po zakończeniu kariery piłkarskiej w 2001 roku rozpoczął pracę szkoleniową w Łokomotiwie Sofia, z którym kończył sezon na miejscach 10. (2002–2003) i 9. (2003–2004).
Następnie przez ponad rok był opiekunem piłkarzy Botewu Płowdiw, a zwieńczeniem jego pracy był awans do ekstraklasy.
Już w I lidze prowadził Czerno More Warna (marzec 2006-czerwiec 2007), będąc równocześnie selekcjonerem reprezentacji do lat 18. Dotarł z tym klubem do finału Pucharu Bułgarii, w którym jego podopieczni ulegli 1:3 CSKA Sofia.
Od września 2007 do marca 2008 Petrow był trenerem Łokomotiwu Płowdiw. Po rozstaniu z tym klubem nie pracował w zawodzie przez ponad dwa lata.
Na początku maja 2010 bułgarskie media podały, że od sezonu 2010–2011 Petrow będzie trenerem Lewskiego Sofia. I rzeczywiście, 20 maja został przedstawiony jako nowy szkoleniowiec Lewskiego. W pierwszym sezonie swojej pracy doprowadził ten klub do wicemistrzostwa kraju. Jednak wynik ten - w połączeniu ze słabymi występami w Lidze Europy oraz Pucharze Bułgarii – nie usatysfakcjonował działaczy, którzy wręczyli szkoleniowcowi dymisję. Jego następcą został Georgi Iwanow.

## Sukcesy szkoleniowe
- awans do ekstraklasy w sezonie 2004–2005 z Botewem Płowdiw
- finał Pucharu Bułgarii 2006 z Czerno More Warna
- wicemistrzostwo Bułgarii 2011 z Lewskim Sofia